# Rokoko-Gartenhaus (Düren)

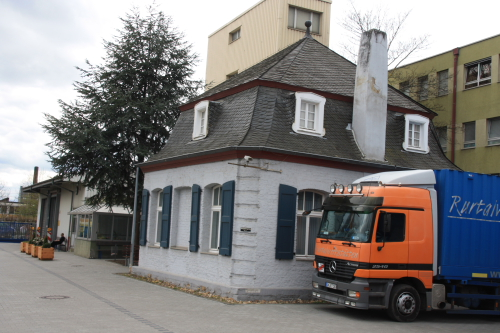
Das Gartenhaus

Das Rokoko-Gartenhaus ist ein unter Denkmalschutz stehendes Gebäude in Düren in Nordrhein-Westfalen. 
Das Gartenhaus steht in der Veldener Straße im Dürener Norden. Heute gehört es zum Werksgelände der Lebenshilfe.
Das Haus wurde in der Mitte des 18. Jahrhunderts erbaut. Es handelt sich um einen eingeschossigen Backsteinbau auf quadratischem Grundriss mit abgerundeten Ecken. Das Mansarden-Zeltdach hat einen Kugelaufsatz. 
Das Bauwerk ist unter Nr. 1/002 in die Denkmalliste der Stadt Düren eingetragen.